# Etta Oulu
Etta Oulu – fiński męski klub siatkarski z Oulu. Założony został w 1990 roku. Od sezonu 2010/2011 występuje w najwyższej klasie rozgrywek klubowych w Finlandii.

## Sukcesy
Mistrzostwo Finlandii:
- 2019